# Классический объект пояса Койпера

Сравнение орбит крупнейших кьюбивано (синие) и крупнейших плутино (красные) (c H<4,5). По горизонтальной оси — размер большой полуоси орбиты. Эксцентриситеты орбит представлены отрезками (от перигелия до афелия), наклонения представлены положением отрезков по вертикали.

Классический объект пояса Койпера, или кьюбивано (англ. cubewano) — объект пояса Койпера, орбита которого расположена за орбитой Нептуна и не находится с этой планетой в явно выраженном орбитальном резонансе. Большая полуось орбиты классических объектов пояса Койпера находится в диапазоне 40—50 а. е., и, в отличие от Плутона, они не пересекают орбиту Нептуна.
Название «кьюбивано» образовалось от индекса первого обнаруженного транснептунового объекта, если не считать Плутона и Харона, — (15760) 1992 QB1 («QB1» произносится как «кью-би-уан»).
Наиболее известные объекты, которые были идентифицированы как кьюбивано:
- (15760) 1992 QB1
- (136472) Макемаке — крупнейший из известных кьюбивано и один из крупнейших транснептуновых объектов
- (50000) Квавар и (20000) Варуна — оба считались крупнейшими транснептуновыми объектами на момент открытия
- 2002 TX300, 2002 AW197, 2002 UX25, (445473) 2010 VZ98

Карликовая планета (136108) Хаумеа первоначально была причислена к кьюбивано, однако позже была исключена из этого списка.

## Орбиты
Орбиты большинства кьюбивано по своим характеристикам занимают промежуточное положение между орбитальным резонансом 2:3 с Нептуном, характерным для плутино, и резонансом 1:2. Типичный кьюбивано, Квавар, обладает практически круговой орбитой, близкой к плоскости эклиптики. Плутино же движутся по более эксцентрическим орбитам, некоторые из них в перигелии оказываются ближе к Солнцу, чем Нептун.
Большинство объектов (так называемая «холодная популяция») имеет малые углы наклона и близкие к круговым орбиты. Меньшая часть («горячая популяция») характеризуется больши́ми углами наклона и орбитами с бо́льшим эксцентриситетом.
Согласно результатам проекта Глубокий обзор эклиптики, имеется следующее распределение этих двух популяций: одна с наклонением в среднем 4,6° (называемая Центральной) и другая с наклонениями, достигающими и превосходящими 30° (Гало).

### Распределение

Этот график показывает распределение кьюбивано и плутино. Гистограммы показывают распределение наклонений орбит, эксцентриситетов и больших полуосей орбит. Вставки слева показывают сравнение населённости кьюбивано и плутино в зависимости от эксцентриситета и наклонения орбит.

Подавляющее большинство объектов пояса Койпера (более двух третей) имеют наклонения менее 5° и эксцентриситеты менее 0,1. Большие полуоси их орбит тяготеют к середине основного облака; вероятно, мелкие объекты, расположенные близко к границе резонансов, были или пойманы в резонанс, или их орбиты изменились под действием тяготения Нептуна.
«Горячая» и «холодная» популяции поразительно различаются: более 30 % всех кьюбивано имеют малые углы наклона и близкие к круговым орбиты. Параметры орбит плутино распределены более равномерно, с эксцентриситетами, имеющими локальный максимум в интервале 0,15—0,2, и небольшие наклонения в 5—10°.
См. также сравнение с объектами рассеянного диска.

Вид с полюса и со стороны эклиптики орбит классических объектов (синие), плутино (красные) и Нептуна (жёлтый).

Если сравнить эксцентриситеты орбит кьюбивано и плутино, можно увидеть, что кьюбивано формируют ровное «облако» за орбитой Нептуна, в то время как плутино приближаются или даже пересекают орбиту Нептуна. Если сравнить наклоны орбит, «горячие» кьюбивано могут быть легко определены по высоким углам наклона, в то время как наклоны орбит плутино, как правило, составляют менее 20°.

## Будущее формальное определение
Пока отсутствует официальное определение для терминов «кьюбивано» или «классический объект пояса Койпера». Тем не менее, эти термины обычно используются для указания на объекты, свободные от значительных возмущений Нептуна, таким образом отделяя объекты пояса Койпера, находящиеся в орбитальном резонансе с Нептуном (резонансные транснептуновые объекты). Кроме того, имеются сведения, что пояс Койпера имеет внешнюю границу, поскольку наблюдается явный недостаток объектов с малыми наклонениями орбит далее 47—49 а. е., что предполагали ещё в 1998, и было подтверждено новыми данными в 2001. В результате, традиционное использование этих терминов основано на величине большой полуоси орбиты, и подразумевает объекты, расположенные между орбитами с отношением резонансов 2:3 и 1:2, то есть между 39,4 и 47,8 а. е. (не включая сами границы и небольшое число объектов между ними).
Однако такие определения недостаточно точны: в частности, граница между классическими объектами пояса Койпера и объектами рассеянного диска остаётся размытой. В новой классификации, предложенной Дж. Л. Эллиотом с соавторами, взамен используются формальные критерии, основанные на средних орбитальных параметрах. Если говорить более просто, определение включает только те объекты, которые никогда не пересекают орбиту Нептуна. Согласно этому определению, объект является классическим объектом пояса Койпера, если:
- он не является резонансным
- он имеет критерий Тиссерана, превышающий 3
- его средний эксцентриситет менее 0,2

Впервые появившееся в отчёте Deep Ecliptic Survey, это определение, по-видимому, признано в большинстве современных изданий.

## Семейства
Выявлено первое семейство осколков, то есть группа объектов, предположительно ранее бывшая одним телом. Оно включает в себя Хаумеа, её спутники, 2002 TX300 и четыре меньших тела. Объекты не только движутся по сходным орбитам, но и имеют сходные физические характеристики. В отличие от многих других объектов пояса Койпера, их поверхность содержит большое количество водяного льда и содержит очень мало или совсем не содержит толинов. Заключение о составе поверхности сделано на основании их нейтрального (в отличие от красного) цвета и сильного поглощения на длинах волн 1,5 и 2 мкм в инфракрасном спектре.